# Красевичи (Брестская область)
Красеви́чи (бел. Красявічы) — деревня в Барановичском районе Брестской области Белоруссии. Входит в состав Городищенского сельсовета. Расположена в 29 км по автодорогам к северу от центра Барановичей, на расстоянии 7,5 км по автодорогам к юго-западу от центра сельсовета, городского посёлка Городище. Ближайший населённый пункт — деревня Крепочи. Население — 5 человек (2023).

## История
В 1897 году — деревня Городищенской волости Новогрудского уезда Минской губернии, 25 дворов, хлебозапасный магазин. В 1909 году — 32 двора и 185 жителей. Рядом находилось имение Красевичи (1 двор, 2 жителя).
После Рижского мирного договора 1921 года — в составе Городищенской гмины Барановичского повета Новогрудского воеводства Польши, 6 домов.
С 1939 года — в составе БССР, с конца июня 1941 года до начала июля 1944 года оккупирована немецко-фашистскими войсками.
В 1940–62 годах — в Городищенском районе Барановичской, с 1954 года Брестской области. Затем передана Барановичскому району.
В 2013 году передана из упразднённого Гирмантовского сельсовета в Городищенский.

## Население
По состоянию на 1 января 2023 года в деревне проживало 5 человек в 4 хозяйствах, в том числе 0 моложе трудоспособного возраста, 1 — в трудоспособном возрасте и 4 — старше трудоспособного возраста. 
| Численность населения (по переписи) | Численность населения (по переписи) | Численность населения (по переписи) | Численность населения (по переписи) | Численность населения (по переписи) | Численность населения (по переписи) | Численность населения (по переписи) | Численность населения (по переписи) |
| 1897                                | 1909                                | 1921                                | 1939                                | 1959                                | 1999                                | 2009                                | 2019                                |
| ----------------------------------- | ----------------------------------- | ----------------------------------- | ----------------------------------- | ----------------------------------- | ----------------------------------- | ----------------------------------- | ----------------------------------- |
| 161                                 | ↗185                                | ↘72                                 | ↗150                                | ↘112                                | ↘30                                 | ↘5                                  | ↗6                                  |

## Достопримечательности
- Усадьба Юревичей[1].